# Керр, Джордж (легкоатлет)
Джордж Иезекииль Керр (англ. George Ezekiel Kerr; 16 октября 1937, Ганновер, Ямайка — 15 июня 2012, Кингстон, Ямайка) — ямайский легкоатлет, двукратный бронзовый призёр летних Олимпийских игр в Риме (1960) в составе сборной Федерации Вест-Индии на дистанции 800 м и в эстафете 4×400 м.

## Спортивная карьера
Его первый старт на Олимпийских играх состоялся в 19-летнем возрасте в Мельбурне 1956 года на дистанциях 400 м и в эстафете 4×400 м в составе сборной Ямайки. В индивидуальном зачёте он не смог пробиться в полуфинал, а в эстафете сборная Ямайки, за которую он выступал, была дисквалифицирована из-за того, что Керр помешал бегуну из объединённой немецкой команды. На Панамериканских играх 1959 года в Чикаго он выиграл две золотые медали — на 400-метровке и в эстафете 4×400 м.
На Олимпийских играх 1960 года в Риме легкоатлет, выступая уже за сборную Федерации Вест-Индии, завоевал две бронзовые медали — на 800-метровке и в эстафете 4×400 м. При этом в полуфинале на дистанции 800 м он установил олимпийский рекорд (1:47,1). Очередной успех пришёл к спортсмену на Играх стран Центральной Америки и Карибского бассейна в Кингстоне (1962), на которых он трижды становился чемпионом (в забегах на 400 и 800 м и в эстафете 4×400 м). В том же году на Играх Британского содружества в Перте он выиграл на дистанции 440 ярдов, став серебряным призёром в забеге на 880 ярдов.
На своей третьей Олимпиаде в Токио (1964) на 800-метровке и в эстафете 4×400 он остался четвёртым. На «домашних» Играх стран Британского Содружества в Кингстоне (1966) — завоевал бронзовую награду на дистанции 880 ярдов.
Кроме того, Керр являлся пятикратным победителем чемпионатов Федерации Вест-Индии: трижды на дистанции 800 м (1957, 1959, 1960) и по одному разу на 400 м (1959) и в 1500 м (1964).